# Palemone (argonauta)
Palemone è un personaggio della mitologia greca. Fu uno degli Argonauti di Giasone.
Proveniente dall'Etolia, era, a seconda delle versioni, figlio del dio Efesto, figlio di Etolo, o ancora figlio di Lerno.